# 博南扎 (喬治亞州)
博南扎（英語：Bonanza）是位於美國喬治亞州克萊頓縣的一個人口普查指定地區。

## 地理
博南扎的座標為33°27′53″N 84°20′15″W / 33.46472°N 84.33750°W，而該地最高點為海拔高度267米（即876英尺）。

## 人口
根據2010年美國人口普查的數據，博南扎的面積為3.10平方千米，當中陸地面積為3.10平方千米，而水域面積為0.00平方千米。當地共有人口3135人，而人口密度為每平方千米1,011人。